# جیمز ام. میسون
جیمز ام. میسون (به انگلیسی: James Murray Mason) سناتور سابق عضو حزب دموکرات ایالات متحده آمریکا بود. وی در سال ۱۸۴۷ تا ۱۸۶۱ میلادی سناتور ایالت ویرجینیا در سنای ایالات متحده آمریکا بود.